# Bibliographie sur le génocide arménien
La liste ci-dessous présente une bibliographie, non exhaustive, sur le génocide arménien et des sujets connexes. Les livres sont classés par grands thèmes 

## Les génocides en général
- Israel Charny (dir.), Le Livre noir de l'humanité, Encyclopédie mondiale des génocides, éd. Privat, 2001.
- Catherine Coquio, L'Histoire trouée, textes réunis, éditions L'Atalante, janvier 2004.
- Yves Ternon, L’État criminel, Seuil, 1995.
- Yves Ternon, L’innocence des victimes. Regard sur les génocides du XXe siècle, Desclée de Brouwer, 2001.
- Bernard Bruneteau, Le siècle des génocides, Armand Colin 2004

## Le génocide arménien

### Ouvrages généraux
- 1915 : le génocide arménien, Comité de soutien aux prisonniers politiques arméniens, septembre 2007
- Taner Akçam, Un acte honteux, le génocide arménien et la question de la responsabilité turque, éditions Denoel, 2008  (ISBN 978-2207259634).
- Jean-Marie Carzou, Arménie 1915, un génocide exemplaire, éd. Calmann-Lévy, 2006  (ISBN 978-2702137185)
- « Ailleurs, Hier, Autrement : connaissance et reconnaissance du génocide des Arméniens », in revue Histoire de la Shoah, no 177-178, éd. Centre de documentation juive contemporaine, Diffusion Somogy, mai 2003  (ISBN 978-2850566400)
- Gérard Chaliand (dir.), Le Crime de silence : le génocide des Arméniens, Flammarion, 2015  (ISBN 978-2-8098-1621-1)
- Vahakn Dadrian, Histoire du génocide arménien : conflits nationaux des Balkans au Caucase, éditions Stock, 1996  (ISBN 9782234045484)
- Vahakn Dadrian, Autopsie du génocide arménien, éd. Complexe, 1995  (ISBN 9782870275702)
- Anne Dastakian & Claire Mouradian, 100 réponses sur le génocide des Arméniens, éd. Tournon, 2005  (ISBN 2914237413)
- Raymond Haroutioun Kévorkian, Le génocide des Arméniens, éd. Odile Jacob, 2006  (ISBN 2738118305)
- Michel Marian, Le génocide arménien : De la mémoire outragée à la mémoire partagée, Paris, Albin Michel, 2015, 170 p. (ISBN 978-2-226-25384-2, présentation en ligne)
- Jean Mecerian s.j., Le Génocide du Peuple Arménien : Le sort de la population arménienne de l'Empire ottoman. De la Constitution Ottomane au Traité de Lausanne 1908 - 1923, éd. Imprimerie catholique de Beyrouth, 1965
- Claude Mutafian, Un aperçu sur le génocide des Arméniens, éd. Sevig-Press, 1995
- Yves Ternon et Gérard Chaliand, 1915, le génocide des Arméniens, éd. Complexe,  2006 (5e édition revue et augmentée)
- Yves Ternon, Les Arméniens. Histoire d'un génocide, Paris, Seuil, 1977 [détail des éditions] (ISBN 978-2-02-025685-8).
- Franz Werfel, Les Quarante Jours du Musa Dagh (1933)

### Historiographie et témoignages
- Grigoris Balakian, Le Golgotha arménien - Berlin - Der es-Zor, I et II, Le cercle d'écrits caucasiens.
- Leslie A. Davis, La province de la mort : archives américaines concernant le génocide des Arméniens (1915), éditions complexe.
- B. et G. Delluc, 2015 : Trois faits d'armes de Louis Dartige du Fournet, officier de marine, Bull. de la Soc. hist. et arch. du Périgord, 142, p. 227-236, ill.
- Johannes Lepsius, Archives du génocide des Arméniens : recueil des documents diplomatiques allemands, éditions Fayard.
- Claire Mouradian, J'avais 6 ans en Arménie quand…, éditions
- Arnold Joseph Toynbee, Les massacres des Arméniens, Privat.

### Négation du génocide
- Yves Ternon, Enquête sur la négation d'un génocide, Marseille, Éditions Parenthèses, 1989, 229 p. [détail de l’édition] (ISBN 978-2863640524, lire en ligne).
- Yves Ternon, Du négationnisme, mémoire et tabou, éditions Desclée de Brouwer.

### Détails du génocide, cause arménienne et actualités
- Varoujan Attarian, Le génocide des Arméniens devant l'ONU, éditions complexe.
- Victor Bérard, La politique du sultan, éditions du Félin.
- Hratch Bedrossian, La falsification du génocide des Arméniens ne doit plus passer, Le Cercle d'écrits caucasiens.
- Comité de défense de la cause arménienne, L'Actualité du Génocide des Arméniens, Edipol.
- Alexis Govciyan, 24 avril : reconnaissance par la France du génocide arménien de 1915, le cherche midi.
- Ara Krikorian, Justicier du Génocide arménien, Le Procès de Tehlirian, diaspora.
- Bardig Kouyoumdjian et Christine Simeone, Deir-es-Zor : Retour dans le désert syrien sur les traces du génocide arménien de 1915, Actes-Sud.
- Gilles Lussac, Le génocide des Arméniens, recherches sur la transmission et les ruptures de filiations (thèse).
- Solidarité franco-arménienne - France : L'Espérance retrouvée, le génocide arménien et le Parlement européen.

## Histoire de la Turquie et de l'Arménie
- Hamit Bozarslan, Histoire de la Turquie contemporaine, collection repères.
- Hamit Bozarslan et Flavie Mémet, Histoire de la Turquie : De l'Empire à nos jours, Paris, Tallendier, coll. « Texto », 2015, 679 p. (ISBN 979-10-210-1040-6)
- Gérard Dédéyan (dir.), Histoire du peuple arménien, Toulouse, Éd. Privat, 2007 (1re éd. 1982), 991 p. [détail de l’édition] (ISBN 978-2-7089-6874-5).
- René Grousset, Histoire de l'Arménie, Payot.
- Jean-Pierre Mahé et Annie Mahé, L'Arménie à l'épreuve des siècles, Gallimard, coll. « Découvertes Gallimard / Histoire » (no 464).
- Ibrahim Tabet, Histoire de la Turquie, l'Archipel.
- Yves Ternon, Empire ottoman, le déclin, la chute, l'effacement, éditions du Félin.